# Fara v Travné
Fara v Travné se nachází v blízkosti kostela Neposkvrněného početí Panny Marie v okrese Jeseník. Fara je součástí souboru staveb poutního místa, který byl prohlášen kulturní památkou ČR v roce 2003, a užívá ji Římskokatolická farnost Travná.

## Historie
V blízkosti kostela byla v letech 1879–1880 postavena budova  fary.

## Popis
Fara je patrová podsklepená stavba na obdélném půdorysu postavená z režného červeného cihlového zdiva na kamenné podezdívce v historizujícím stylu s gotickými prvky. Východní průčelí je tříosé s rizalitem na levé straně, který je zakončen stupňovitým štítem. Okna v přízemí a v patře jsou štíhlá dvoudílná se segmentovým záklenkem. Ve štítu jsou dvě úzká pravoúhlá okna a nad nimi kruhové okno. Ve střední osové části je vstupní přístřešek se segmentovým záklenkem a pultovou střechou. Ke vchodu vede kamenné předsazené schodiště. Průčelí je děleno dvěma podokenními římsami a hlavní římsou s cihlovými konzolami. Budova má valbovou střechu s řadou trojúhelníkových vikýřů. Na střeše jsou dva neomítané komíny zakončené římsou. Střecha je krytá eternitovými šablonami. K západnímu průčelí je přistavěn patrový omítaný přístavek s pultovou střechou.

## Interiér
Fara má trojdílnou dispozici. V přední části přízemí je velká společenská místnost, kuchyně, pokoj, sprchy a WC. Do patra vede dřevěné schodiště. V prvním patře jsou čtyři místnosti s celkovou kapacitou dvaceti lůžek. V podkrovní je světnice.